# Gareau Motor Car
Gareau Motor Car Co. war ein kanadischer Hersteller von Automobilen.

## Unternehmensgeschichte
Charles Gareau und Willy Davidson gründeten das Unternehmen in Montreal. Sie begannen 1910 mit der Produktion von Automobilen. Der Markenname lautete Gareau. 1910 endete die Produktion. Insgesamt entstanden drei Fahrzeuge, von denen zwei verkauft wurden. Das dritte nutzte Gareau für mehr als zehn Jahre.

## Fahrzeuge
Das einzige Modell war ein konventioneller Tourenwagen. Ein Vierzylindermotor mit 35 PS Leistung trieb die Fahrzeuge an.